# Huehue Xicohténcatl
Huehueh Xicohténcatl o Xicohténcatl el Viejo († 1522) fue un señor o tecuhtli del señorío tlaxcalteca de Tizatlán. Hijo de Atzahuah, fue además orador y poeta. Destacó como uno de los mayores aliados de Hernán Cortés, tras lo que se convirtió al cristianismo y adoptó el nombre de Lorenzo de Vargas o Lorenzo Xicohténcatl.

## Biografía
A mitad del siglo acordó con los señores de la Triple Alianza llevar a cabo las guerras floridas. A la llegada de Hernán Cortés, Xicohténcatl ya era muy anciano y estaba prácticamente ciego; el cronista mestizo Diego Muñoz Camargo informa de que tenía 120 años y que le costaba incluso levantar los párpados sin ayuda, mientras que Francisco Cervantes de Salazar le atribuye 130, aunque ambas cifras son probablemente exageraciones. Mantenía un harén de 500 esposas y concubinas, con las que había engrendrado un número similar de hijos, incluyendo Xicohténcatl II Axayacatzin y Tecuelhuetzin, además de dos hermanos en edad militar a los que Díaz del Castillo llama los mancebos Xicohténcatl. 

### Alianza hispano-tlaxcalteca
Inicialmente hizo la guerra a Cortés, siendo su hijo el encargado de dirigir al ejército tlaxcalteca, pero al no conseguir resultados positivos, y tras insistencia diplomática de los españoles, el senado de Tlaxcala accedió a tener una reunión con ellos, contando con los cuatro señores principales tlaxcaltecas: Xicohténcatl, Maxixcatzin, Tlahuexolotzin y Citlapopocaizin. Fueron Xicohténcatl y Maxixcatzin quienes argumentaron entre sus pares la conveniencia de aliarse con los formidables extranjeros, y así aceptaron la alianza con Cortés, enviándoles hijas en matrimonio para sellarla.

"Ya nuestros tacalnaguas y adivinos y papas nos han dicho lo que sienten de las personas destos teules, y que son esforzados. Lo que me paresce es que procuremos de tener amistad con ellos, y si no fueren hombres, sino teules, de una manera o de otra les hagamos buena compañía. Y luego vayan cuatro de nuestros principales y les lleven muy bien de comer; y mostrémosles amor y paz, porque nos ayuden y defiendan de nuestros enemigos, y traigámosles aquí luego con nosotros y démosles mujeres para que de su generación tengamos parientes".

También influyó una profecía de que una nueva gente llegaría desde donde salía el sol para señorear a los mesoamericanos, lo que llevó a los cuatro tlatoanis a especular que los españoles eran esa raza, y que así era todavía más conveniente mezclarse con ella y engendrar descendientes mestizos. En su primer encuentro con Cortés, Xicohténcatl dijo "con grande ansia de corazón que nunca le había pesado tanto de ser ciego como hasta estonces, por no poder ver aquellos hombres de quien él muchos años antes tenía grandes pronósticos de que habían de venir", y profetizó que Cortés un día señorearía al imperio mexica.
La seguridad de las mujeres españolas, así como el buen trato que los españoles habían dado Los tlaxcaltecas ofrendaron a los españoles con 300 esclavas, que por orden de Cortés fueron libertadas, bautizadas y asignadas al servicio de La Malinche. La seguridad que las nativas convenció a los señores tlaxcaltecas de la viabilidad del enlace entre hispanos y tlaxcaltecas. Xicohténcatl ofreció a su hija Tecuelhuetzin para casar con el propio Cortés, pero quedó satisfecho con su matrimonio con el lugarteniente de Cortés, Pedro de Alvarado. Tecuelhuetzin fue bautizada como María Luisa y formó parte del séquito de los españoles, que marcharon a Tenochtitlan con una escolta tlaxcalteca. 

### Guerra contra Tenochtitlan
Tras la Noche Triste, Xicohténcatl, junto a Maxixcatzin, Chichimecatecuhtli y otros senadores de Tlaxcala, rechazó las propuestas de su hijo Xicohténcatl II de ejecutar a los españoles a cambio de paz con los mexicas. El levantisco joven fue defenestrado por los senadores, sólo salvando la vida gracias a la intercesión de su padre, que había tratado previamente de disuadirlo de tales ideas.
Díaz del Castillo recoge que, tras la muerte de Maxixcatzin por la viruela traída accidentalmente por el esclavo negro Francisco de Eguía, Xicohténcatl solicitó ser bautizado por el rito cristiano, siéndolo bajo el nombre de Lorenzo de Vargas. El cronista Camargo lo corrobora, aunque da en otro capítulo su nombre como Vicente, atribuyendo el nombre de Lorenzo a Maxixcatzin; quien parece haber elegido también ese nombre para bautizarse en su lecho de muerte.
Mientras las fuerzas tlaxcaltecas estaban en el asedio de Tenochtitlan, Xicohténcatl II abandonó a los españoles para dar un golpe de Estado en los dominios de su rival compatriota Chichimecatecuhtli. Censurado ya entre los caciques de Tlaxcala por su partidismo hacia los mexicas, Xicohténcatl II fue declarado proscrito y Cortés mando hacerle apresar y ahorcar. Se recoge a través de informantes tlaxcaltecas que Xicohténcatl ya desconfiaba de su hijo y aconsejó a Cortés ejecutarlo a la primera seña de traición.
Tras la conquista de los mexicas, tres embajadores tlaxcaltecas fueron enviados a la corte del rey Carlos I, y entre ellos se hallaba otro hijo de Xicohténcatl.
Xicohténcatl murió en 1522.

## Obra
En uno de los poemas más celebrados en su época y que ha llegado hasta nuestros días, Xicohténcatl el viejo expresa su deseo de acabar con las guerras floridas y enfrentar de una vez por todas a su rival, constituido por Tenochtitlán. Metafóricamente les propone a los tlaxcaltecas ir por agua a los canales de la ciudad y tomarla, lo que significaba dejar a la ciudad sin vida. Exhorta a los dioses para que les sean propicios a los tlaxcaltecas, ayudándolos a penetrar con la oscuridad del alba, y arribar a la ciudad donde llueven gotas de agua. Los tenochcas organizan la resistencia y esconden los libros, las pinturas, el oro y la plata.